# Nuglerus maculatus
Nuglerus maculatus är en insektsart som först beskrevs av Luisa Eugenia Navas 1915.  Nuglerus maculatus ingår i släktet Nuglerus och familjen myrlejonsländor. Inga underarter finns listade i Catalogue of Life.